# La Java bleue
La Java bleue est une chanson de Géo Koger et Noël Renard pour les paroles, et de Vincent Scotto pour la musique.

## Historique
Datant de 1938, elle a été interprétée par Fréhel en 1939 à la scène et au cinéma dans le film Une java de Claude Orval dans lequel Berval reprend également le refrain. Malgré son titre, sa musique est celle d'une valse, de type valse musette et non d'une java. Fréhel l’enregistre sur disque en 1940, elle est la plus connue de son répertoire.
Darcelys l’enregistre sur disque en décembre 1938.

## La Java Bleue
Contrairement à ce que l'on pourrait croire, cette chanson à l'air si gai est plus sombre qu'il n'y parait, notamment dans le dernier couplet sur l'éphémère des choses (« ... des promesses et des serments »). Elle rentre ainsi pleinement dans le répertoire réaliste de Fréhel et d'autres artistes.

## Reprises
- Lina Margy
- Monique Morelli en 1957
- Germaine Montero en 1959
- Colette Ritz en 1965
- Georgette Plana
- Les Garçons Bouchers en 1990 (un clin d’œil en forme d'hommage sur La lambada on n'aime pas ça !)
- Régine en 1993
- Patrick Bruel en 2002
- Vincent Malone en 2003
- Bézu en 2004
- Jean-Jacques Debout en 2013

## Au cinéma
Sauf indication contraire, les informations mentionnées dans cette section peuvent être confirmées par le générique de fin de l'œuvre audiovisuelle présentée ici, ainsi que par la base de données cinématographiques IMDb,  présente dans la section « Liens externes ».
- 2010 : Gainsbourg, vie héroïque - fredonnée par Yolande Moreau qui incarne Fréhel dans le film.
- 2010 : Elle s'appelait Sarah - bande originale (au début du film).